# Elecciones municipales de Tacna de 2022
Las elecciones municipales de Tacna de 2022 se llevaron a cabo el 2 de octubre de 2022 para elegir al alcalde y al Concejo Provincial de Tacna para el periodo 2023-2026. La elección se celebró simultáneamente con elecciones regionales y municipales (provinciales y distritales) en todo el Perú.

## Sistema electoral
La Municipalidad Provincial de Tacna es el órgano administrativo y de gobierno de la provincia de Tacna. Está compuesta por el alcalde y el Concejo Provincial.
La votación del alcalde y el concejo se realiza en base al sufragio universal, que comprende a todos los ciudadanos nacionales mayores de dieciocho años, empadronados y residentes en la provincia de Tacna y en pleno goce de sus derechos políticos, así como a los ciudadanos no nacionales residentes y empadronados en la provincia de Tacna. No hay reelección inmediata de alcaldes.
El Concejo Provincial de Tacna está compuesto por 13 regidores elegidos por sufragio directo para un período de cuatro (4) años, en forma conjunta con la elección del alcalde (quien lo preside). La votación es por lista cerrada y bloqueada. Se asigna a la lista ganadora los escaños según el método d'Hondt o la mitad más uno, lo que más le favorezca.

## Composición del Concejo Provincial de Tacna
La siguiente tabla muestra la composición del Concejo Provincial de Tacna antes de las elecciones.
| Partidos | Partidos                | Regidores |
| -------- | ----------------------- | --------- |
|          | Frente Unitario Popular | 8         |
|          | Siempre Tacna           | 2         |
|          | Perú Patria Segura      | 2         |
|          | Frente Amplio           | 1         |

## Elecciones internas
Los partidos políticos realizaron la convocatoria a elecciones internas (15–22 de enero de 2022) para definir a los candidatos de sus organizaciones en listas cerradas y bloqueadas. Se someten a elección las candidaturas a:
- Alcaldía Provincial de Tacna (1 candidatura).
- Concejo Provincial de Tacna (13 candidaturas).
- Alcaldías distritales de Tacna (10 candidaturas).
- Concejos distritales de Tacna (60 candidaturas).

Existen dos modalidades para la organización de las elecciones internas:
- Modalidad de elección directa: con voto universal, libre, voluntario, igual, directo y secreto de los afiliados. Fue la modalidad utilizada por Siempre Tacna,[5] Somos Perú,[6] Alianza para el Progreso,[7] Acción Popular,[8] Igualdad Nacional Cristiana Autónoma - INCA[5] y Frente Esperanza por Tacna.[5] Las elecciones fueron el 15 de mayo de 2022.
- Modalidad de delegados: a través de delegados previamente elegidos mediante voto universal, libre, voluntario, igual, directo y secreto de los afiliados. Fue la modalidad utilizada por Banderas Tacneñistas,[5] Avanza País,[9] Movimiento Independiente Regional Fuerza Tacna,[5] Podemos Perú,[10] Renovación Popular[11] Juntos por Tacna,[5] Frente de la Esperanza[12] y Nueva Esperanza.[5] Las elecciones fueron el 22 de mayo de 2022.

## Partidos y candidatos
A continuación se muestra una lista de los principales partidos y alianzas electorales que participan en las elecciones:
| Candidatura | Candidatura | Partidos y alianzas                                         | Candidatos | Candidatos                  | Ideología                                                           | Resultado previo | Resultado previo | Ref.   |
| Candidatura | Candidatura | Partidos y alianzas                                         | Candidatos | Candidatos                  | Ideología                                                           | Votos (%)        | Reg.             | Ref.   |
| ----------- | ----------- | ----------------------------------------------------------- | ---------- | --------------------------- | ------------------------------------------------------------------- | ---------------- | ---------------- | ------ |
|             | ST          | Lista - Siempre Tacna (ST)                                  |            | Álvaro Zacarías Valderrama  | Regionalismo tacneño                                                | 16.38%           | 2                | [ 13 ] |
|             | BT          | Lista - Banderas Tacneñistas (BT)                           |            | Joel Chinchazo Montoya      | Regionalismo tacneño                                                | 6.08%            | 0                | [ 13 ] |
|             | SP          | Lista - Somos Perú (SP)                                     |            | Guillermo Maclean Cuadros   | Democracia cristiana Conservadurismo social                         | 3.44%            | 0                | [ 13 ] |
|             | AP          | Lista - Acción Popular (AP)                                 |            | Harrison Hurtado Zapata     | Partido atrapalotodo                                                | 3.01%            | 0                | [ 13 ] |
|             | AvP         | Lista - Avanza País (AvP)                                   |            | Freddy Huashualdo Huanacuni | Conservadurismo liberal Liberalismo clásico                         | 2.41%            | 0                | [ 13 ] |
|             | PP          | Lista - Podemos Perú (PP)                                   |            | Elmer Robles Payehuanca     | Conservadurismo social Populismo Nacionalismo                       | Nuevo            | Nuevo            | [ 13 ] |
|             | RP          | Lista - Renovación Popular (RP)                             |            | Carlos Vildoso Cañari       | Ultraconservadurismo Fundamentalismo cristiano Populismo de derecha | Nuevo            | Nuevo            | [ 13 ] |
|             | FE          | Lista - Frente de la Esperanza (FE)                         |            | Kareen Ríos Valdez          | Reformismo                                                          | Nuevo            | Nuevo            | [ 13 ] |
|             | INCA        | Lista - Igualdad Nacional Cristiana Autónoma - INCA (INCA)  |            | Pablo Huacasi Parqui        | Regionalismo tacneño Neonazismo Antichilenismo                      | Nuevo            | Nuevo            | [ 13 ] |
|             | FT          | Lista - Movimiento Independiente Regional Fuerza Tacna (FT) |            | Pascual Güisa Bravo         | Regionalismo tacneño                                                | Nuevo            | Nuevo            | [ 13 ] |
|             | FET         | Lista - Frente Esperanza por Tacna (FET)                    |            | Luis Ayca Cuadros           | Regionalismo tacneño                                                | Nuevo            | Nuevo            | [ 13 ] |
|             | JxT         | Lista - Juntos por Tacna (JxT)                              |            | Helmer Fernández Chaparro   | Regionalismo tacneño                                                | Nuevo            | Nuevo            | [ 13 ] |
|             | NE          | Lista - Nueva Esperanza (NE)                                |            | Fabiola Rojas Caypa         | Regionalismo tacneño                                                | Nuevo            | Nuevo            | [ 13 ] |

## Sondeos de opinión
La siguiente tabla enumera las estimaciones de la intención de voto en orden cronológico inverso, mostrando las más recientes primero y utilizando las fechas en las que se realizó el trabajo de campo de la encuesta. Cuando se desconocen las fechas del trabajo de campo, se proporciona la fecha de publicación.
Leyenda:
     Sondeo realizado en el periodo de prohibición legal de la difusión de sondeos de intención de voto.

### Intención de voto
La siguiente tabla enumera las estimaciones ponderadas (sin incluir votos en blanco y nulos) de la intención de voto.
|                                |                   |      |      |      |      |      |      |      |     |     |     |  |  |
| Elecciones municipales de 2022 | 2 oct 2022        | —    | 19.2 | 17.8 | 13.8 | 13.2 | 10.1 | 9.5  | 5.8 | 2.2 | 1.4 |  |  |
|                                |                   |      |      |      |      |      |      |      |     |     |     |  |  |
| Ipsos Perú/América             | 2 oct 2022        | ?    | 19.3 | 17.1 | 12.8 | 14.0 | –    | –    | –   | –   | 2.2 |  |  |
| Ipsos Perú/América             | 2 oct 2022        | ?    | 18.8 | 15.8 | 17.2 | 13.3 | 11.2 | –    | –   | –   | 1.6 |  |  |
| Cadena Radial Sur Peruana      | 2 oct 2022        | ?    | 17.8 | 17.9 | 13.5 | –    | –    | –    | –   | –   | 0.1 |  |  |
| Astros Asesores y Consultores  | 2 oct 2022        | ?    | 18.6 | 20.2 | 14.6 | 14.1 | 9.3  | 11.5 | 4.8 | 1.3 | 1.6 |  |  |
| Abba Consultores               | 22–24 sep 2022    | 4126 | 16.4 | 25.7 | 10.8 | 20.0 | –    | 12.9 | 7.3 | –   | 5.7 |  |  |
| Ingeser M&E                    | 22–24 sep 2022    | ?    | 13.0 | 26.0 | 19.0 | –    | –    | 14.0 | –   | –   | 7.0 |  |  |
| Grupo Ricuy                    | 21–22 sep 2022    | 1528 | 19.0 | 17.7 | 26.1 | 12.8 | –    | 10.6 | 7.0 | –   | 7.1 |  |  |
| Grupo Ricuy                    | 15 sep 2022       | ?    | 19.6 | 16.2 | 26.8 | 12.9 | –    | 10.5 | 7.1 | –   | 7.2 |  |  |
| Tacneña de Opinión Pública     | 3–8 sep 2022      | 1516 | 16.9 | 13.0 | 11.5 | 16.0 | 7.8  | 22.0 | 4.2 | 4.7 | 5.1 |  |  |
| Ingeser M&E                    | 11–12 sep 2022    | ?    | 12.0 | 25.0 | 18.0 | –    | –    | 12.0 | –   | –   | 7.0 |  |  |
| Grupo Ricuy                    | 6–7 sep 2022      | ?    | 21.3 | 17.0 | 27.5 | 13.5 | –    | 8.9  | 6.2 | –   | 6.2 |  |  |
| Grupo Ricuy                    | 30 ago–1 sep 2022 | ?    | 23.4 | 18.3 | 25.9 | 15.0 | –    | 8.8  | 4.3 | –   | 2.5 |  |  |
| Astros Asesores y Consultores  | 26–31 ago 2022    | 1550 | 22.8 | 13.2 | 10.2 | 14.1 | 9.0  | 20.1 | 5.2 | –   | 2.7 |  |  |
| BigData Consultores            | 14–18 ago 2022    | ?    | 19.5 | 13.7 | 12.4 | 18.6 | –    | 23.4 | 7.0 | –   | 3.9 |  |  |
| Decisión Pública               | 22–27 jul 2022    | 1750 | 25.6 | 16.7 | 7.8  | 13.4 | 5.0  | 20.1 | 3.7 | –   | 5.5 |  |  |
| IMOP                           | 22–28 abr 2022    | 1350 | 20.0 | 10.3 | 9.4  | 14.3 | –    | 18.5 | 2.2 | 4.2 | 1.5 |  |  |
| Decisión Pública               | 25–31 mar 2022    | 1690 | 25.9 | 19.0 | 13.0 | –    | 15.5 | 11.2 | –   | –   | 6.9 |  |  |
| BigData Consultores            | 17–20 mar 2022    | 1100 | 21.0 | 6.4  | 13.4 | 10.7 | –    | 19.5 | 5.3 | –   | 1.5 |  |  |

### Preferencias de voto
La siguiente tabla enumera las preferencias de voto en bruto (incluyendo blancos, viciados y sin respuesta) y no ponderadas.
|                                |                   |      |      |      |      |      |     |      |     |     |      |      |     |  |  |
| Elecciones municipales de 2022 | 2 oct 2022        | —    | 16.5 | 15.4 | 11.9 | 11.4 | 8.7 | 8.2  | 5.0 | 1.9 | 13.9 | –    | 1.1 |  |  |
|                                |                   |      |      |      |      |      |     |      |     |     |      |      |     |  |  |
| Abba Consultores               | 22–24 sep 2022    | 4126 | 11.1 | 17.3 | 7.3  | 13.5 | –   | 8.7  | 5.0 | –   | 8.4  | 24.2 | 3.8 |  |  |
| Grupo Ricuy                    | 21–22 sep 2022    | 1528 | 17.5 | 16.3 | 24.1 | 11.8 | –   | 9.8  | 6.5 | –   | –    | 7.8  | 6.6 |  |  |
| Grupo Ricuy                    | 15 sep 2022       | ?    | 17.0 | 14.1 | 23.3 | 11.2 | –   | 9.1  | 6.2 | –   | –    | 13.1 | 6.3 |  |  |
| Tacneña de Opinión Pública     | 3–8 sep 2022      | 1516 | 13.4 | 10.3 | 9.1  | 12.7 | 6.2 | 17.5 | 3.3 | 3.7 | –    | 20.6 | 4.1 |  |  |
| Grupo Ricuy                    | 6–7 sep 2022      | ?    | 16.9 | 13.5 | 21.8 | 10.7 | –   | 7.1  | 4.9 | –   | –    | 20.6 | 4.9 |  |  |
| Quipu Bit                      | 1–2 sep 2022      | 782  | 7.9  | 14.5 | 15.8 | 12.8 | –   | 7.1  | –   | –   | –    | –    | 1.3 |  |  |
| Grupo Ricuy                    | 30 ago–1 sep 2022 | ?    | 16.7 | 13.1 | 18.5 | 10.7 | –   | 6.3  | 3.1 | –   | –    | 28.6 | 1.8 |  |  |
| Astros Asesores y Consultores  | 26–31 ago 2022    | 1550 | 18.2 | 10.5 | 8.1  | 11.3 | 7.2 | 16.1 | 4.2 | –   | –    | 20.3 | 2.1 |  |  |
| BigData Consultores            | 14–18 ago 2022    | ?    | 12.5 | 8.8  | 7.9  | 11.9 | –   | 15.0 | 4.5 | –   | –    | 36.1 | 2.5 |  |  |
| Decisión Pública               | 22–27 jul 2022    | 1750 | 20.1 | 13.1 | 6.2  | 10.5 | 3.9 | 15.8 | 2.9 | –   | –    | 21.5 | 4.3 |  |  |
| Quipu Bit                      | 22–23 jun 2022    | 782  | 7.8  | 5.5  | 7.7  | 5.9  | –   | 3.8  | –   | –   | –    | –    | 0.1 |  |  |
| IMOP                           | 22–28 abr 2022    | 1350 | 10.9 | 5.6  | 5.1  | 7.8  | –   | 10.1 | 1.2 | 2.3 | –    | 45.5 | 0.8 |  |  |
| Decisión Pública               | 25–31 mar 2022    | 1690 | 16.5 | 8.3  | 7.2  | 12.1 | –   | 9.9  | –   | –   | –    | 36.4 | 4.4 |  |  |
| BigData Consultores            | 17–20 mar 2022    | 1100 | 10.2 | 3.1  | 6.5  | 5.2  | –   | 9.5  | 2.6 | –   | –    | 51.4 | 0.7 |  |  |
| Grupo Ricuy                    | 22 oct 2021       | ?    | 4.0  | 1.2  | 2.9  | –    | –   | –    | –   | –   | –    | 84.8 | 1.1 |  |  |
| Quipu Bit                      | 25 sep 2021       | ?    | 4.1  | –    | 3.5  | 3.3  | –   | –    | –   | –   | –    | –    | 0.6 |  |  |

## Resultados

### Sumario general
|                        |                                                     |              |              |              |           |           |
| Partidos y coaliciones | Partidos y coaliciones                              | Voto popular | Voto popular | Voto popular | Regidores | Regidores |
| Partidos y coaliciones | Partidos y coaliciones                              | Votos        | %            | +/−          | Total     | +/−       |
|                        | Movimiento Independiente Regional Fuerza Tacna (FT) | 35,289       | 19.16        | Nuevo        | 8         | +8        |
|                        | Banderas Tacneñistas (BT)                           | 32,870       | 17.84        | +11.76       | 1         | +1        |
|                        | Juntos por Tacna (JxT)                              | 25,414       | 13.80        | Nuevo        | 1         | +1        |
|                        | Frente Esperanza por Tacna (FE)                     | 24,353       | 13.22        | Nuevo        | 1         | +1        |
|                        | Siempre Tacna (ST)                                  | 18,673       | 10.14        | –6.24        | 1         | –1        |
|                        | Avanza País (AvP)                                   | 17,473       | 9.48         | +7.07        | 1         | +1        |
|                        | Nueva Esperanza (NE)                                | 10,618       | 5.76         | Nuevo        | 0         | ±0        |
|                        | Renovación Popular (RP)                             | 4,037        | 2.19         | Nuevo        | 0         | ±0        |
|                        | Igualdad Nacional Cristiana Autónoma - INCA (INCA)  | 3,727        | 2.02         | n/a          | 0         | ±0        |
|                        | Podemos Perú (PP)                                   | 3,304        | 1.79         | Nuevo        | 0         | ±0        |
|                        | Acción Popular (AP)                                 | 3,157        | 1.71         | –1.30        | 0         | ±0        |
|                        | Frente de la Esperanza (FE)                         | 2,699        | 1.47         | Nuevo        | 0         | ±0        |
|                        | Somos Perú (SP)                                     | 2,611        | 1.42         | –2.02        | 0         | ±0        |
|                        |                                                     |              |              |              |           |           |
| Total                  | Total                                               | 184,225      |              |              | 13        | ±0        |
|                        |                                                     |              |              |              |           |           |
| Votos válidos          | Votos válidos                                       | 184,225      | 86.06        | +7.83        |           |           |
| Votos en blanco        | Votos en blanco                                     | 11,787       | 5.51         | –2.91        |           |           |
| Votos nulos            | Votos nulos                                         | 18,048       | 8.43         | –4.91        |           |           |
| Votos emitidos         | Votos emitidos                                      | 214,060      | 81.20        | –2.47        |           |           |
| Abstenciones           | Abstenciones                                        | 49,556       | 18.80        | +2.47        |           |           |
| Votantes registrados   | Votantes registrados                                | 263,616      |              |              |           |           |
|                        |                                                     |              |              |              |           |           |
| Fuente:                |                                                     |              |              |              |           |           |

### Concejo Provincial de Tacna
| Cargo                        | Autoridad electa          | Partido político | Partido político                               |
| ---------------------------- | ------------------------- | ---------------- | ---------------------------------------------- |
| Alcalde Provincial de Tacna  | Pascual Güisa Bravo       |                  | Movimiento Independiente Regional Fuerza Tacna |
| Regidor Provincial de Tacna  | Luis Solís Palacios       |                  | Movimiento Independiente Regional Fuerza Tacna |
| Regidora Provincial de Tacna | Nora Morales Liendo       |                  | Movimiento Independiente Regional Fuerza Tacna |
| Regidor Provincial de Tacna  | Rodrigo Villanueva Moreno |                  | Movimiento Independiente Regional Fuerza Tacna |
| Regidora Provincial de Tacna | Fernanda Muñoz Soto       |                  | Movimiento Independiente Regional Fuerza Tacna |
| Regidor Provincial de Tacna  | José Huamán Flores        |                  | Movimiento Independiente Regional Fuerza Tacna |
| Regidora Provincial de Tacna | Judith Laguna Saico       |                  | Movimiento Independiente Regional Fuerza Tacna |
| Regidor Provincial de Tacna  | Gerardo Arias Vascones    |                  | Movimiento Independiente Regional Fuerza Tacna |
| Regidora Provincial de Tacna | Amalia Turpo Chino        |                  | Movimiento Independiente Regional Fuerza Tacna |
| Regidor Provincial de Tacna  | Alexander Flores Alfaro   |                  | Banderas Tacneñistas                           |
| Regidor Provincial de Tacna  | Enrique Vega Meléndez     |                  | Juntos por Tacna                               |
| Regidor Provincial de Tacna  | Juan Torres Gárate        |                  | Frente Esperanza por Tacna                     |
| Regidor Provincial de Tacna  | Walter Vildoso Ramírez    |                  | Siempre Tacna                                  |
| Regidora Provincial de Tacna | Severina Chambi Vargas    |                  | Avanza País                                    |

## Elecciones municipales distritales

### Sumario general
| Partidos y coaliciones | Partidos y coaliciones                              | Voto popular | Voto popular | Voto popular | Alcaldías | Alcaldías |
| Partidos y coaliciones | Partidos y coaliciones                              | Votos        | %            | +/−          | Total     | +/−       |
| --- | --------------------------------------------------- | ------------ | ------------ | ------------ | --------- | --------- |
| | Frente Esperanza por Tacna (FE)                     | 24,789       | 21.18        | +19.70       | 3         | +3        |
| | Siempre Tacna (ST)                                  | 17,249       | 14.74        | n/a          | 1         | +1        |
| | Movimiento Independiente Regional Fuerza Tacna (FT) | 16,527       | 14.12        | n/a          | 1         | +1        |
| | Juntos por Tacna (JxT)                              | 12,936       | 11.05        | Nuevo        | 2         | +2        |
| | Banderas Tacneñistas (BT)                           | 9,735        | 8.32         | +5.77        | 0         | –1        |
| | Podemos Perú (PP)                                   | 5,732        | 4.90         | Nuevo        | 1         | +1        |
| | Sí Se Puede (Sí Se Puede)1                          | 5,102        | 4.36         | +0.94        | 0         | –1        |
| | Nueva Esperanza (NE)                                | 4,627        | 3.95         | Nuevo        | 0         | ±0        |
| | Movimiento Regional Viva Tacna (VT)2                | 3,706        | 3.17         | –17.98       | 0         | –1        |
| | Avanza País (AvP)                                   | 3,196        | 2.73         | –4.62        | 1         | ±0        |
| | Somos Perú (SP)                                     | 2,921        | 2.50         | –7.55        | 0         | –1        |
| | Acción Popular (AP)                                 | 2,687        | 2.30         | –0.84        | 0         | ±0        |
| | Perú Libre (PL)3                                    | 2,543        | 2.17         | +2.15        | 0         | ±0        |
| | Frente de la Esperanza (FE)                         | 1,982        | 1.69         | Nuevo        | 0         | ±0        |
| | Alianza para el Progreso (APP)                      | 1,344        | 1.15         | –6.03        | 0         | –1        |
| | Renovación Popular (RP)                             | 1,238        | 1.06         | Nuevo        | 1         | +1        |
| | Igualdad Nacional Cristiana Autónoma - INCA (INCA)  | 744          | 0.64         | n/a          | 0         | ±0        |
| |                                                     |              |              |              |           |           |
| Total | Total                                               | 117,058      |              |              | 10        | ±0        |
| |                                                     |              |              |              |           |           |
| Votos válidos | Votos válidos                                       | 117,058      | 83.96        | +10.75       |           |           |
| Votos en blanco | Votos en blanco                                     | 12,607       | 9.04         | –7.04        |           |           |
| Votos nulos | Votos nulos                                         | 9,750        | 6.99         | –3.72        |           |           |
| Votos emitidos | Votos emitidos                                      | 139,415      | 82.72        | –2.46        |           |           |
| Abstenciones | Abstenciones                                        | 29,126       | 17.28        | +2.46        |           |           |
| Votantes registrados | Votantes registrados                                | 168,541      |              |              |           |           |
| |                                                     |              |              |              |           |           |
| Fuente: |                                                     |              |              |              |           |           |
| Notas al pie: 1 Comparado con los resultados de Frente Unitario Popular (FUP) en las elecciones de 2018. 2 Comparado con los resultados de Acción por Unidad Tacna (AUT) en las elecciones de 2018. 3 Comparado con los resultados de Perú Libertario (PL) en las elecciones de 2018. |                                                     |              |              |              |           |           |
| Notas al pie: |                                                     |              |              |              |           |           |
| 1 Comparado con los resultados de Frente Unitario Popular (FUP) en las elecciones de 2018. 2 Comparado con los resultados de Acción por Unidad Tacna (AUT) en las elecciones de 2018. 3 Comparado con los resultados de Perú Libertario (PL) en las elecciones de 2018.               |                                                     |              |              |              |           |           |

### Resultados por distrito
La siguiente tabla enumera el control de los distritos de la provincia de Tacna. El cambio de mando de una organización política se resalta del color de ese partido.
| Distrito                             | Alcalde(sa) titular         | Partido político | Partido político           | Alcalde(sa) electo(a)     | Partido político | Partido político           |
| ------------------------------------ | --------------------------- | ---------------- | -------------------------- | ------------------------- | ---------------- | -------------------------- |
| Alto de la Alianza                   | Ángel Lanchipa Valdivia     |                  | Somos Perú                 | Demetrio Cutipa Vilca     |                  | Juntos por Tacna           |
| Calana                               | Juan Ramos Arocutipa        |                  | Perú Patria Segura         | Enrique Taquila Huarina   |                  | Frente Esperanza por Tacna |
| Ciudad Nueva                         | Helmer Fernández Chaparro   |                  | Avanza País                | Walter Cardoza Chura      |                  | Podemos Perú               |
| Coronel Gregorio Albarracín Lanchipa | Freddy Huashualdo Huanacuni |                  | Todos por el Perú          | Niel Zavala Meza          |                  | Frente Esperanza por Tacna |
| Inclán                               | César Gallegos Gallegos     |                  | Alianza para el Progreso   | Rildo Cuadros Ali         |                  | Renovación Popular         |
| La Yarada-Los Palos                  | Jorge Gutiérrez Mamani      |                  | Acción por la Unidad Tacna | Samuel Cueva Huisa        |                  | Avanza País                |
| Pachía                               | Antonio Alférez Ayca        |                  | Frente Unitario Popular    | César Huayta Tintaya      |                  | Frente Esperanza por Tacna |
| Palca                                | Héctor Mamani Canaviri      |                  | Unión por el Perú          | Toribio Zanga Onofre      |                  | Fuerza Tacna               |
| Pocollay                             | Luis Ayca Cuadros           |                  | Banderas Tacneñistas       | Hugo García Mamani        |                  | Siempre Tacna              |
| Sama                                 | Carlos Vicente Alférez      |                  | Banderas Tacneñistas       | Richard Calizaya Pimentel |                  | Juntos por Tacna           |